# Strjama
La Strjama (in bulgaro Стряма?, in latino Syrmus) è un fiume della Bulgaria meridionale, importante affluente di sinistra dell'Evros.

## Geografia
La Strjama, chiamata Kamenidica in questo tratto, nasce dal Vežen e si dirige ad est presso la stazione di Strjama, passando vicino a Klisura, per poi voltare a sud-est a Rozino, entrando nella pianura di Karlovo.
Poi fa una curva a sud presso Banja, formando la Stremski prolom (gola di Strjama) tra il monte Săštinska e il Sǎrnena (appartenenti agli Antibalcani); in questo punto dalla Strjama si separa il Dalga Vada, che poi confluisce nell'Evros come fiume separato.
In seguito la Strjama passa per vari villaggi, confluendo nell'Evros 15 km a est di Plovdiv.